# Південна сільська рада (Варгашинський район)
Півде́нна сільська рада (рос. Южный сельский совет) — сільське поселення у складі Варгашинського району Курганської області Росії.
Адміністративний центр — село Дубровне.
Населення сільського поселення становить 1428 осіб (2017; 1769 у 2010, 2545 у 2002).
20 вересня 2018 року 5 південних сільських рад — Дубровинська сільська рада (село Дубровне, площа 135,83 км²), Дундінська сільська рада (села Дундіно, Саламатовське, площа 156,59 км²), Медвежівська сільська рада (село Медвеже, присілки Гагар'є, Корнилово, площа 116,23 км²), Спірнівська сільська рада (село Спірне, площа 134,52 км²) та Строєвська сільська рада (село Строєво, площа 134,15 км²) — були об'єднані в одну Південну сільську раду.

## Склад
До складу сільського поселення входять:
| Населений пункт     | Населення, осіб (2002) | Населення, осіб (2010) |
| ------------------- | ---------------------- | ---------------------- |
| Гагар'є, присілок   | 47                     | 36                     |
| Дубровне, село      | 569                    | 444                    |
| Дундіно, село       | 455                    | 296                    |
| Корнилово, присілок | 154                    | 78                     |
| Медвеже, село       | 247                    | 171                    |
| Саламатовське, село | 117                    | 93                     |
| Спірне, село        | 466                    | 336                    |
| Строєво, село       | 490                    | 315                    |